# Irhás-árok
Le Irhás-áros est un ruisseau de Hongrie. Il prend sa source à Csillebérc, quartier de Budapest.